# Campoplex angustator
Campoplex angustator är en stekelart som först beskrevs av Zetterstedt 1838.  Campoplex angustator ingår i släktet Campoplex och familjen brokparasitsteklar. Arten är reproducerande i Sverige. Inga underarter finns listade.